# This Is It: The Best of Faith No More
This Is It: The Best of Faith No More – druga składanka amerykańskiego zespołu Faith No More z 2003 roku.

## Lista utworów
1. "Arabian Disco"
2. "We Care a Lot" (Slash Version)
3. "Anne's Song"
4. "Introduce Yourself"
5. "From Out of Nowhere"
6. "Epic"
7. "Falling to Pieces"
8. "War Pigs"
9. "The Cowboy Song"
10. "As the Worm Turns" (Live, 1990)
11. "Midlife Crisis"
12. "A Small Victory"
13. "Be Aggressive"
14. "Easy"
15. "Digging the Grave"
16. "Evidence"
17. "Last Cup of Sorrow"
18. "Ashes to Ashes"
19. "The Perfect Crime"